# Ferran Diego i Moliner
Ferran Diego i Moliner, conegut en el món del futbol com Fernando Diego o Diego, (Barcelona, 18 de juny de 1907 - Barcelona, 28 de gener de 1973) fou un futbolista català de la dècada de 1930.

## Trajectòria
Nascut al Poblenou, amb només dos anys i mig marxà a Tolosa per motius familiars, ciutat on va començar a practicar el futbol. Amb 19 anys tornà a Barcelona, per fitxar pel CE Júpiter, on jugà tres temporades. El 1929 fitxà pel FC Barcelona, club amb el qual disputà 15 partits i marcà 7 gols a primera divisió. El 1933 retornà al Júpiter, on continuà jugant fins al 1945, més de 25 anys de pràctica futbolística.
Jugà diversos partitits amb la selecció catalana de futbol, entre 1929 i 1934. El 3 de setembre de 1945 fou objecte d'un homenatge per part dels seus antics equips, Júpiter i Barça.